# Scotophilus nucella
Scotophilus nucella är en fladdermus i familjen läderlappar som förekommer i Afrika. Den listades en tid som underart eller synonym till Scotophilus leucogaster men nyare taxonomiska avhandlingar godkänner den som art.
Denna fladdermus har flera från varandra skilda populationer från Elfenbenskusten över Ghana, Kongo-Kinshasa och Uganda till Tanzania. Antagligen föredrar arten bergsskogar och skogar i dalgångar nära vattendrag.
IUCN listar Scotophilus nucella med kunskapsbrist (DD).